# Petrus Mederus
Petrus Mederus (Feketehalom, 1602 – Brassó, 1678. január 17.) erdélyi szász költő, evangélikus lelkész, bölcseleti doktor.

## Élete
Szegény családból származott. A thorni egyetemen, majd Danzigban és Rostockban tanult. Szembetegsége ellenére bölcseletdoktori oklevelet szerzett, és annyira híressé vált gáláns költeményeivel, hogy 1638. április 25-én a „kaiserlich gekrönter Dichter” (császári koszorús költő) címet is elnyerte. Hét év után visszatért hazájába, ahol 1638-ban a brassói iskola tanára és 1640-ben rektora lett. 1649-ben Szászhermányba hívták meg lelkésznek, 1653-ban pedig Feketehalomra. 1654. november 19-én a brassói lelkészi állást nyerte el.
Fia, Asarela Mederus a brassói tanács titkára lett, Asnath nevű lányát Köleséri Sámuel vette feleségül.
Teológiai munkák mellett világi költeményeket írt. A Danksagung für erhaltenen Sieg című alkalmi költeménye II. Rákóczi György 1655-ös hadjáratának emlékére született.

## Művei
- Anagrammatum Libri Tres, in quibus Partim Vitia hujus seculi ut belli Causae breviter perstringuntur Partim Encomia & Laudes Generosi, Magnifici, ac Nobilissimi Viri, Dn Gulielmi a Calcheim, cognomento Lohausen delineantur. Rostochij, M.DC.XXXVIII. (A XXX. anagramm magyar. Közli Hellebrant).
- Ecloga in tristem quidem, at beatum obitum Pauli Spökelii, Pastoris Ecclesiae Ceidensis. Coronae, 1641.
- Lessus in Luctuosum & communibus omninň omnium lachrymis deplorandum, ex hac erumnosa vitâ discessum, Generosi & Amplissimi viri, adeoq. verè, communis Patriae, Patris, Dn. Martíni Clausemburgeri Mediensis, Consulis antehac inclytae Civitatis patriae, nec non duarum Sedium, ad ejusdem Civitati Iurisdictionem pertinentium, longè mertitissimi. Qui Inter crebra eaq. ardentia suorum suspiria, in verâ pietate, & assidua Filij Dei invocatione, post perceptum Coenae Dominicae Sacramentum, in Coelestam patriam, piè & placidè in Domino commigravit. Anno, Mense, die Post salutiferam Christi, Salvatoris nostri, Nativitatem; SepteMbrIs ter sen Vs erat qVo sVb CrVCe ViCtor ALta CoLosVarIVs, teCta petebat oVans. Uo. (1643).
- Hochzeits-Gedicht auf Greissing Stephan und Hermann Margaretha. 22. April 1646. Uo.
- Lacrimae svper tristem et beatum obitum Ill. ac Cels. Transsylvaniae Príncipis ac Domini, Dni Georgii Rákóczi … die V Iduum October 1648. Uo.
- Ein gemeines Gebet um der allgemeinenFreiden, Erhaltung des lieben Vaterlandes, Beschirmung der Kirchen und Schulen und Wiederbrindung Ihrer fürstlichen Gnaden mit Gesundheit und wohlausgerichteter Sachen, nachdem dieselbige Anno 1657. aus Siebenbürgen nach Polen gezogen und seithero nicht wieder kompt, und man auch keine gewisse Bottschaft, wie es mit Ihr Fürstl. Ge. ergehe, haben kann. Welches in der burzenländischen Kirche, so wohl nach gehaltener Predigt, als zur Vesperzeit, bevoraus in Cronstadt, mit herzlicher Andacht gebeten worden. Anno 1657. Uo. (Névtelenűl.).

Kéziratban maradt:
- Responsum ad Epistolam Facultatis Theologicae Academiae Witebergensis ad Ministerium Ecclesiae Cibiniensis. A. 1663.
- Oratiuncula in Corona Transylvaniae vrbe habita 1628.
- Oratio seu Narratio historica eorum, quae in Hungaria ac Transylvania annis 1658 et 1659 gesta publice sunt
- Continuatio Historiae de Transylvaniae ac Hungariae vastationae per Turcum 1660. et 1661. facta
- De uno argumento, quo Ecclesia romana se jactat, quod nimirum non concedat, ut unusquisque secundum proprium arbitrium malum operatur, sed sanctitatem ac pietatem colat 1669. 30. april
- Contra dem romanam Ecclesiam, quae jactat Apostolicam fidem toto orbe receptam se omnibus temporibus in corruptam ad hodiernam usque diem conservasse ideoque se unam esse veram Ecclesiam defenditur 1670. 23. April.